# Солоновка (приток Большого Урана)
Солоновка — река в России, протекает по Оренбургской области. Устье реки находится в 61 км по левому берегу реки Большой Уран. Длина реки составляет 13 км. Площадь водосборного бассейна — 50,5 км².

## Данные водного реестра
По данным государственного водного реестра России относится к Нижневолжскому бассейновому округу, водохозяйственный участок реки — Самара от истока до Сорочинского гидроузла. Речной бассейн реки — Волга от верховий Куйбышевского вдхр. до впадения в Каспий.
Код объекта в государственном водном реестре — 11010000912112100006437.